# Region Uralski
Uralski region ekonomiczny (ros. Уральский экономический район wymawia się: [uralskij ekonomiczieskij rajon]) – jest jednym z dwunastu regionów ekonomicznych Rosji.
Obszar obejmuje centralną i południową część Uralu, oraz fragmentami rosyjskie części nizin Wschodnioeuropejskiej i Zachodniosyberyjskiej. Z powierzchnią około 824 000 km ² jest obszarem nieco większym od Turcji. Region zamieszkuje około 20 436 000 ludzi, przy gęstości zaludnienia 25 osób/km ², z czego 74% populacji mieszka w miastach.
Największy miastami przemysłowych są tu: Magnitogorsk, Jekaterynburg, Czelabińsk, Niżny Tagił i Perm. Przez obszar przechodzi kilka linii kolejowych. Transport wodny odbywa się rzekami Kamą, Biełą i Ural.
Region uralski jest drugim co do wielkości (po Centralnym) największym przemysłowym regionem ekonomicznym Rosji. W czasach ZSRR był głównym centrum produkcji żelaza i stali. Wchodząca w jego skład Baszkiria, była w czasach ZSRR największym ośrodkiem produkcji ropy. Ponadto, od XVII wieku istnieje tu bardzo dobrze rozwijające się górnictwo, w szczególności w częściach południowej, środkowej i północnej Uralu.

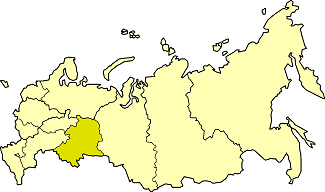
Uralski region ekonomiczny na mapie Rosji

## Jednostki administracyjne regionu
- Baszkiria
- Udmurcja
- Obwód kurgański
- Obwód orenburski
- Kraj Permski
- Obwód swierdłowski
- Obwód czelabiński

## Gospodarka
Trzy główne sektory regionu to hutnictwo żelazne i nieżelazne, oraz budowa maszyn. Ponadto znajdują się tu bardzo ważne ośrodki przemysłu chemicznego, przemysłu petrochemicznego, przemysłu naftowego i gazowniczego i przemysł drzewny. Hutnictwo metali nieżelaznych produkuje tytan, magnez, miedź, nikiel, aluminium i inne metale.
Region pod względem zużycia energii zajmuje drugie miejsce w Rosji. Posiada on kilka dużych elektrowni, ale nie mogą one zaspokoić jego popytu na prąd, tym samym jest jego importerem netto.
Na rolnictwo regionu składają się głównie uprawa pszenicy, produkcja mięsa i mleka.

## Wskaźniki społeczno-gospodarcze
Drugi po regionie centralnym przemysłowy obszar Rosji ma wpływ na wysoki PKB regionu, który plasuje się zdecydowanie powyżej średniej krajowej. Mimo to przeciętne miesięczne wynagrodzenie jest jednak nieco niższe niż średnia w kraju. W wyniku kryzysu gospodarczego lat 90. i upadku państwowej gospodarki, wiele przedsiębiorstw regionu znalazło się w trudnej sytuacji. Doprowadziło to do powstania w latach następnych problemów największych przedsiębiorstw. Część wynagrodzeń została obniżona poniżej średniej krajowej, aby mogły być wypłacone w całości.
Prywatyzacja nie zmieniła starego sowieckiego stylu struktury przemysłowej. Odsetek zatrudnionych w byłych przedsiębiorstwach państwowych na Uralu jest powyżej średniej krajowej, przy czym udział tworzenia nowych przedsiębiorstw prywatnych jest o jedną czwartą niższe od średniej krajowej.